# Пасонс (Удине)
Пасонс је насеље у Италији у округу Удине, региону Фурланија-Јулијска крајина.
Према процени из 2011. у насељу је живело 2649 становника. Насеље се налази на надморској висини од 114 м.